# Assemblatge
L'assemblatge és un procés artístic en el qual la composició tridimensional es fa combinant objectes no artístics. Cal recalcar que aquests objectes dels quals es parteix comparteixen la característica de no haver estat dissenyats amb fins estètics sinó que han estat redescoberts pels artistes, que els incorporen a les seves obres de manera conjunta o bé individual, per tal d'expressar un missatge o emoció.
L'assemblatge és l'anàleg tridimensional del collage. La primera artista en treballar amb el que ella anomenava "objectes trobats", sent assemblatge fins i tot abans de ser conegut amb aquest nom, fou la prolífica Elsa von Freytag-Loringhoven, la Baronessa Dada; i alguns dels primers exemples més suggerents els va crear Louise Nevelson, que començà fent les seves escultures amb peces trobades de fusta a final de la dècada del 1930. Després, altres artistes l'han seguida, com Marcel Duchamp, qui va tenir una enorme influència de von Freytag-Loringhoven, o Pablo Picasso. L'origen del mot (en el seu sentit artístic) remunta a la primeria de la dècada del 1950, quan Jean Dubuffet creà una sèrie de collages d'ales de papallona, que anomenà assemblages d'empreintes.
L'any 1961, l'exposició "The Art of Assemblage" al Museu d'Art Modern de Nova York mostrà el treball d'uns quants joves artistes europeus com Braque, Dubuffet, Marcel Duchamp, Picasso, i Kurt Schwitters, així com dels americans Man Ray, Joseph Cornell i Robert Rauschenberg. També hi participaren altres artistes de l'assemblatge menys coneguts provinents de la costa oest americana com Wallace Berman, Bruce Conner i Edward Kienholz. William C Seitz, organitzador de l'exposició, descrigué l'assemblatge com l'art de realitzar manufactures a partir de materials naturals, objectes o fragments desproveïts de qualitat artística.

## Primers artistes coneguts sobretot per l'assemblage
- Elsa von Freytag-Loringhoven, (1874 – 1927). Considerada "la mare" del dadaisme, de l'art trobat i l'assemblatge.[3][4]

- Louise Nevelson, (1899 - 1988). Artista americana coneguda per les seves caixes agrupades dins de l'expressionisme abstracte. Sovint usava objectes trobats per ensamblar les seves composicions.[5]

- Joseph Cornell, (1903 - 1972). És conegut per les seves delicades caixes -generalment amb una de les seves cares de vidre- on hi barrejava tot tipus d'objectes, imatges de pintures renaixentistes i fotografies antigues. Moltes de les seves caixes, com la famosa Medici Slot Machine, eren interactives i foren concebudes per a ser manipulades.[6]

- John Chamberlain, (nascut el 1927). Artista nascut a Chicago conegut per les seves escultures on combina per soldadura peces velles d'automòbils accidentats.

- Edward Kienholz, (1927 - 1994). Artista americà que col·laborà amb la seva dona, Nancy Reddin Kienholz, creant de manera independent i a gran escala quadres de motius quotidians de la vida moderna como el titulat The Beanery, compost per figures humanes realitzades a partir d'objectes de rebuig.[7]

- Daniel Spoerri, (nascut el 1930). Artista suís, conegut per les seves "escenes de desídia" on recull objectes de rebuig com restes de menjar, plats, coberts o vasos, que enganxa a la taula o tauler per tal de penjar-los i exposar-los a l'espectador.[8]

- Wolf Vostell, (1932-1998). Artista conegut per les assemblatge amb televisions.

- Amèlia Riera (1934 - 2019). Treballà força amb maniquís i elements elèctrics, retocats amb peculiar ironia.

## Artistes contemporanis coneguts dins aquesta categoria
- Willie Bester (Montagu, Cap, Sud-àfrica, 1956), realitza escultures que retraten la història de la ciutat a partir d'objectes trobats.
- Éric Beynon (1935, Ginebra, Suïssa)